# Michaił Sowietnikow
Michaił Aleksiejewicz Sowietnikow (ros. Михаил Алексеевич Советников, ur. 8 listopada 1892 w Moskwie, zm. 3 sierpnia 1937) – radziecki polityk i wojskowy, przewodniczący Komitetu Wykonawczego Czelabińskiej Rady Obwodowej (1934-1937).

## Życiorys
1912-1915 był członkiem partii eserowskiej, 1913 skończył kursy maszynistów-stenografistów, 1913-1914 pracował w Rosyjskim Transportowym Towarzystwie Ubezpieczeniowym, 1914-1917 służył w rosyjskiej armii. Od maja do grudnia 1917 przewodniczący sekcji żołnierskiej Rady Briańskiej, od grudnia 1917 do 1918 członek Prezydium Moskiewskiego Obwodowego i Miejskiego Sownarchozu, od 1918 komisarz sztabu 9 Dywizji Piechoty Armii Czerwonej, od 1919 członek RKP(b), od stycznia do marca 1920 komisarz sztabu armii, od marca 1920 zastępca przewodniczącego, później przewodniczący Moskiewskiego Sownarchozu i kierownik Wydziału Transportowego Rady Moskiewskiej. Od 1921 do grudnia 1922 przewodniczący Moskiewskiej Gospodarki Komunalnej, od grudnia 1922 do stycznia 1924 zastępca przewodniczącego Komitetu Wykonawczego Permskiej Rady Gubernialnej, od listopada 1924 przewodniczący Komitetu Wykonawczego Permskiej Rady Okręgowej, od grudnia 1924 do 1934 sekretarz i zastępca przewodniczącego Komitetu Wykonawczego Uralskiej Rady Obwodowej, 1934 zastępca ludowego komisarza przemysłu leśnego ZSRR. Od 10 stycznia 1934 do maja 1937 przewodniczący Komitetu Wykonawczego Czelabińskiej Rady Obwodowej, od 10 lutego 1934 do 5 stycznia 1937 przewodniczący Komitetu Organizacyjnego Prezydium WCIK na obwód czelabiński. 20 grudnia 1935 odznaczony Orderem Lenina.
10 maja 1937 aresztowany, następnie rozstrzelany.